# Hemelevenaar
In de astronomie is de hemelevenaar of hemelequator de denkbeeldige cirkel die de hemelbol als het ware in twee delen verdeelt, een noordelijk en een zuidelijk halfrond. De hemelevenaar is de projectie van de aardse evenaar op de hemelbol, en ligt dus in hetzelfde vlak als de (aardse) evenaar. Men kan dit vergelijken met de functie van de evenaar op het aardoppervlak.
Anders gezegd, de evenaar omsluit de aarde en vormt dus een denkbeeldige cirkel rondom de aardkorst. De binnenkant van die cirkel is dus een vlak dat de aarde in een noordelijk en zuidelijk halfrond verdeelt. De hemelevenaar verkrijg je als je dat vlak uitvergroot, weg van de aarde, in de ruimte.
De hemelevenaar is een abstracte projectie van de aardse evenaar in de ruimte. Door de axiale kanteling van de aarde is de hemelevenaar momenteel ongeveer 23,44° gekanteld ten opzichte van de ecliptica (het vlak van de baan van de aarde), maar deze hoek heeft de afgelopen 5 miljoen jaar gevarieerd van ongeveer 22,0° tot 24,5° door Milankovitch-cycli en verstoringen van andere planeten.
Een waarnemer die op de aardse evenaar staat, ziet de hemelevenaar als een halve cirkel die door het zenit gaat, het punt direct boven het hoofd. Naarmate de waarnemer naar het noorden (of zuiden) beweegt, kantelt de hemelevenaar naar de tegenoverliggende horizon. De hemelevenaar wordt gedefinieerd als oneindig ver weg (aangezien het zich op de hemelbol bevindt); dus de uiteinden van de halve cirkel snijden altijd de horizon precies in het oosten en westen, ongeacht de positie van de waarnemer op aarde. Bij de polen valt de hemelevenaar samen met de astronomische horizon. Op alle breedtegraden is de hemelevenaar een uniforme boog of cirkel omdat de waarnemer slechts eindig ver van het vlak van de hemelevenaar is, maar oneindig ver van de hemelevenaar zelf.
Aan de hand van hemelcoördinaten kan men, gerekend vanuit de positie van de hemelequator (per definitie 0°), de plaats van objecten aan de hemel ten noorden of ten zuiden daarvan bepalen. Men noemt dat positieve respectievelijk negatieve declinatie. Voor een volledige plaatsbepaling is tevens de coördinaat van de rechte klimming nodig.